# Іван Дрогойовський (єпископ)
Іван Дрогойовський гербу Корчак (пол. Jan Drohojowski; бл. 1505 — 25 червня 1557, Вольбуж) — релігійний католицький діяч руського походження. Родич Станіслава Оріховського.

## Життєпис
Батько — Іван (Ян) Парис Дрогойовський — дідича Дрогоєва, православний, мати — Катерина Оріховська. Певне, народився у Дрогоєві. Мав 4-х братів.
Правдоподібно, навчався в катедральній школі Перемишля. Батько сприяв освіті, 15 квітня 1519 записався до Краківського університету, тут був «колегою» майбутніх єпископів РКЦ Анджея Зебжидовського, С. Гозія, також Павла Ґлоґовського, Анджея Фрича Моджевського. Добре вивчав гуманістичні предмети. Потім кілька років провів на дворі Анджея Кшицького, 1525-го виїхав до Італії, де 4 роки вчився. Був секретарем кардинала Ґінуччі. Отримав ступінь доктора права (виш невідомий). Через смерть батька 1529 року повернувся додому, осів у Дрогоєві, де вів господарство.
Добрі стосунки з Пйотром Ґамратом та іншими достойниками РКЦ вплинули на вибір духовної кар'єри: з 1532 пробощ в Дрогобичі, з 1533 — канонік в Кракові (десь тоді отримав капланські свячення, осів у Кракові). 1542 року за сприяння Кміти отримав перемиську канонію. Через суперечку Перемиської капітули РКЦ з єпископом Тарлом звернувся до короля (успішно). У ті роки був прихильником глибоким реформ.
З 1545 року єпископ кам'янецький, холмським став через кілька місяців. 1547 року призначений послом на Тридентський собор зі Ст. Лаським (не брав участі). Куявський єпископ РКЦ з 1551 року, був призначений на посаду за сприяння короля, який вважав його «своєю людиною». Також мав підтримку Миколи Радзивілла, Кміти, Осєцького. Краківська капітула РКЦ 1551 року закидала йому надмірне наслідування (також схвальні відгуки) православних традицій (зокрема, під час посту, «філіокве», «комунії 2-х іпостасей»), добрі стосунки зі С. Оріховським, брак теологічного вишколу. 25 вересня 1551 відбув «інґрес» до катедри Влоцлавека, осів у резиденції єпископів у Вольбужі. Керівництво Вольборзьким староством віддав брату Станіславові. Маршалком його двору став протестант Якторовський, випускник протестантського університету.
1556 року як посол короля відвозив Софію Ягеллонку до Вольфенбюттеля до її шлюбу з князем Брунсвіку. В Лецпцизі зустрівся з професорами, в Магдебургу — з Фляціусом, якому обіцяв шукати в Литві руські тексти Біблії. Через таку позицію була ймовірність його усунення з посади. Весною 1556 року нунцій, маючи на руках бреве, провів розслідування. І. Дрогойовський перестав контактувати з протестантами, приятелями, які викликали підозру нунція. На посаді залишився.
Помер 25 червня 1557 року у Вольбужу. Його останні дні описав А. Моджевський. Вважалося, що помер як протестант, що спричинило певний відгомін в середовищі РКЦ. Станіслав Оріховський, правдоподібно, був автором брошури «Narzekanie z wyznanim wiary nieboszczyka księdza biscupa kujawskiego Jana Drohojowskiego…», написав його життєпис, який не зберігся.